# Gerard Paul Carr
Gerard Paul Carr (Denver, Colorado, 1932. augusztus 22. – Albany, 2020. augusztus 26.) amerikai berepülőpilóta, űrhajós.

## Életpálya
1949-ben a haditengerészetnél kezdte meg katonai pályáját. 1950-ben beiratkozott a dél-kaliforniai haditengerészeti műszaki egyetemre, ahol 1954-ben gépészmérnöki diplomát szerzett. Számítógép alkalmazási képzésben részesült. Folyamatosan repülőkiképzésben részesült. Minden időjárási viszonyok között képes volt bevetési feladatot végrehajtani. 1962-ben doktori címet szerzett, amit 1976-ban megvédett. A tengerészgyalogság repülőtisztjeként szolgált. 1962–1965 között a Távol-Keleten töltött be repülőparancsnoki tisztséget. Szolgálati ideje alatt 6100 órát töltött a levegőben, ebből sugárhajtású géppel 5365 órát. A 19 űrhajós közül az egyik volt, akit 1966-ban kiválasztott a NASA.
1966. április 4-től részesült űrhajóskiképzésben. Az Apollo–8 és az Apollo–9 tartalékegységének tagja. Összesen 84 napot és 1 órát és 15 percet töltött a világűrben, ebből az űrhajón kívül16 órát. 1974-től az űrhajózást támogató csoport (űrhajós kiképzés) vezetője volt. 1975-ben leszerelt a tengerészgyalogságtól.
1977. június 25-én kivált a NASA kötelékéből, és egy texasi műszaki tanácsadó iroda vezetője lett. Több társadalmi szervezet (repülési társaság, mérnöki társaság) igazgatósági tagja, rendes tagja.

## Űrrepülések
Skylab-program keretében a Skylab–4 parancsnoka, egyben a harmadik, az utolsó  személyzet az űrállomáson. Amerika leghosszabb űrvállalkozásának vezető űrhajósa. Az űrállomáson tartózkodó csapat 1974. februártól 1978. márciusig tartotta a világűrben tartózkodás világrekordját.